# Sângeorgiu de Pădure

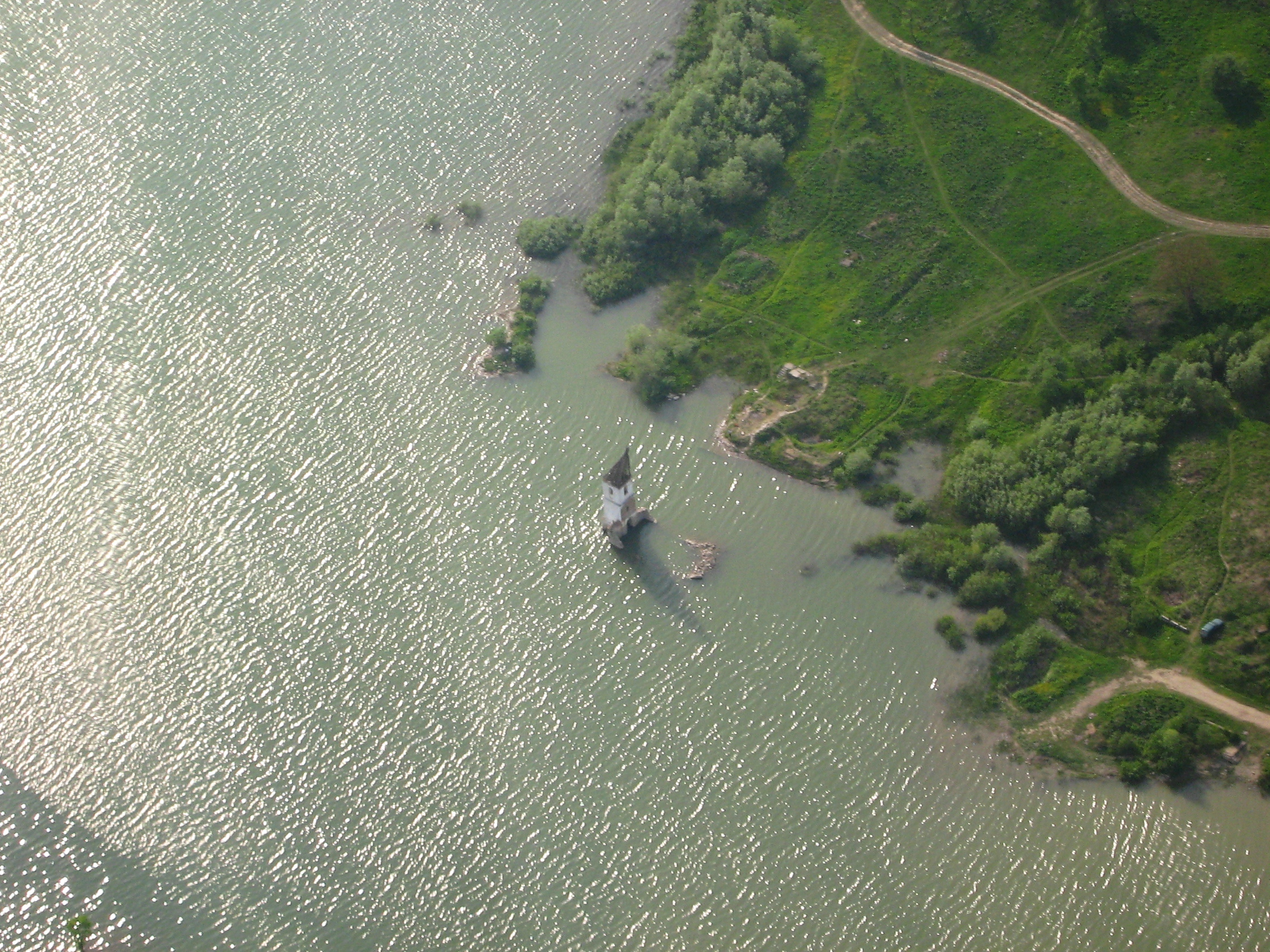
Blick auf den
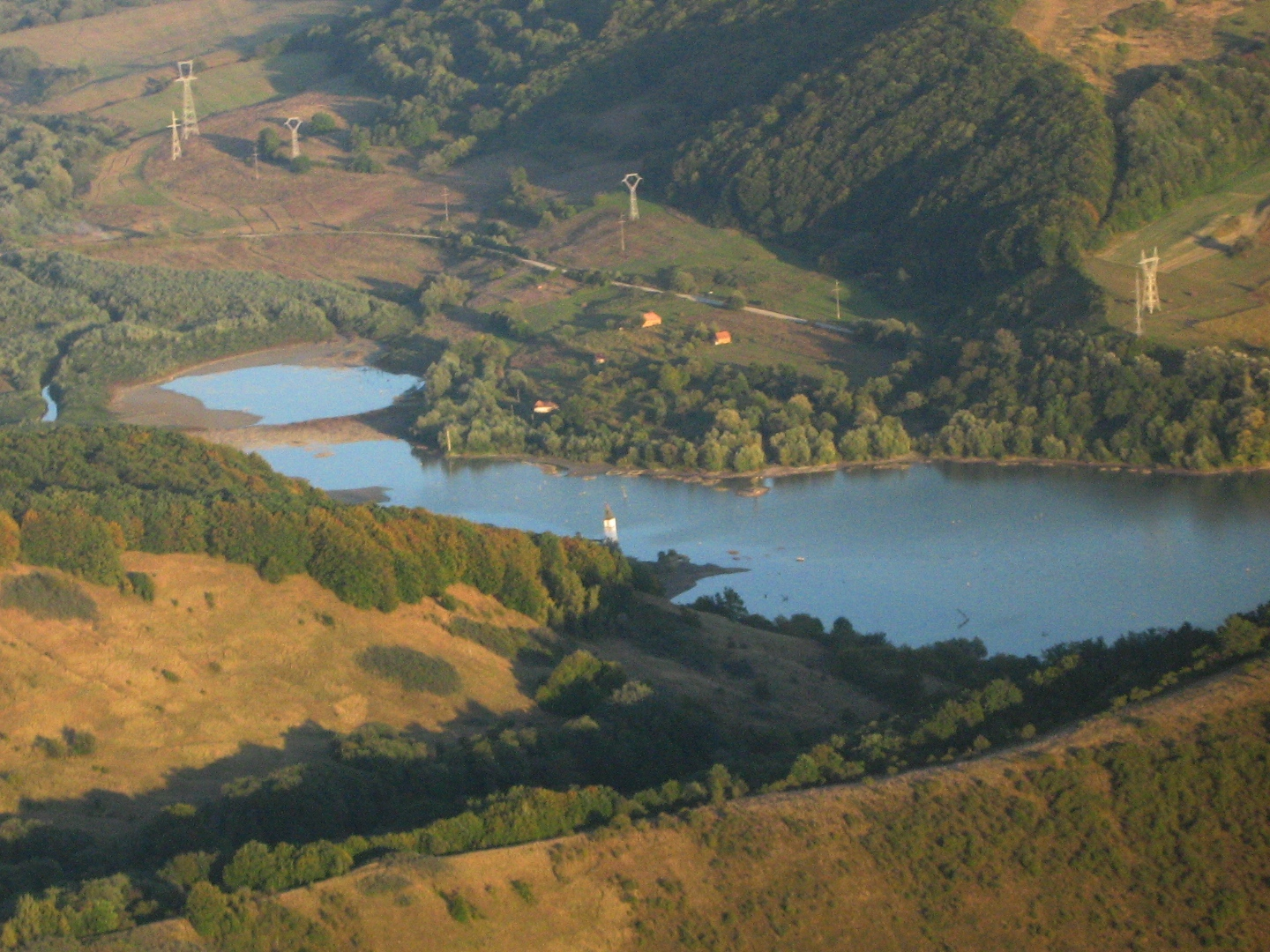
Stausee Bezid

Sângeorgiu de Pădure [ˈsɨndʒeordʒiu de ˈpədure]; (deutsch Sankt Georgen auf der Heide; ungarisch Erdőszentgyörgy) ist eine Kleinstadt im Kreis Mureș in Rumänien.

## Lage
Sângeorgiu de Pădure liegt etwa in der Mitte Siebenbürgens am Fluss Târnava Mică (Kleine Kokel). Die Kreishauptstadt Târgu Mureș befindet sich etwa 25 km nordwestlich.

## Geschichte
Archäologische Grabungen belegen eine Besiedlung der Region seit der Bronze- und Eisenzeit. Auf dem Territorium der Stadt wurden Reste einer Siedlung aus der Römerzeit entdeckt.
Die erste urkundliche Erwähnung erfolgte 1333 unter der lateinischen Bezeichnung Sancto Georgio. Der Ort lag damals im Königreich Ungarn und gehörte später zum Fürstentum Siebenbürgen bzw. zu Österreich-Ungarn. Er wurde über mehrere Jahrhunderte von der ungarischen Adelsfamilie Rhédey geprägt.
Im Ergebnis des Ersten Weltkrieges gelangte Sângeorgiu de Pădure mit dem Vertrag von Trianon an Rumänien. Infolge des Zweiten Wiener Schiedsspruches wurde der Ort, der damals wie heute über eine ungarische Bevölkerungsmehrheit verfügte, von 1940 bis 1944 nochmals ein Teil Ungarns.
1950 wurde der Ort ein lokales Verwaltungszentrum; 2003 erhielt Sângeorgiu de Pădure den Status einer Stadt.
Die wichtigsten Erwerbszweige sind der Handel, die Landwirtschaft und die Holzverarbeitung.

## Bevölkerung
Bei der Volkszählung 1850 waren von 3354 Einwohnern auf dem Gebiet der heutigen Stadt 2113 Ungarn, 824 Rumänen, 261 Roma und 148 Juden. Davon lebten 1449 in Sângeorgiu de Pădure im engeren Sinne, die übrigen in den heute eingemeindeten Ortschaften. 2002 wurden in der Gemeinde 5492 Personen registriert, darunter 4149 Ungarn, 1096 Rumänen, 244 Roma und zwei Rumäniendeutsche. 4748 lebten in der eigentlichen Stadt, 744 in den drei eingemeindeten Ortschaften.

## Verkehr
Sângeorgiu de Pădure liegt an der Bahnstrecke von Blaj nach Praid. Diese wird derzeit (2009) vom privaten Anbieter Regiotrans bedient. Es verkehren in beide Richtungen pro Tag etwa sechs Nahverkehrszüge. Regelmäßige Busverbindungen bestehen nach Târgu Mureș.

## Sehenswürdigkeiten
- Reformierte Kirche (14. Jahrhundert, restauriert 1935) mit Glockenturm (18. Jahrhundert)
- Schloss Rhédey (1807–1809)
- Stausee Bezid, der große Teile des eingemeindeten Dorfes Bezidu Nou überflutet hat

## Geboren in Sângeorgiu de Pădure
- Claudine Rhédey von Kis-Rhéde (1812–1841), ungarische Adlige, Großmutter der britischen Königin Mary
- Ecaterina Oancia (1954–2024), Ruderin und Olympiasiegerin

## Partnerstädte
Angaben der Website von Sângeorgiu de Pădure
- Varades, Frankreich, seit 2000
- Celldömölk, Ungarn, seit 2001
- Plan-les-Ouates, Schweiz, seit 2002
- Baja, Ungarn, seit 2002
- Bélapátfalva, Ungarn, seit 2006
- Kovačica, Serbien, seit 2007
- Inke, Ungarn, seit 2011